# Monnier Point
Der Monnier Point ist ein niedriges, eisbedecktes Kap an der Foyn-Küste des Grahamlands auf der Antarktischen Halbinsel. Es markiert das Südende der Einfahrt zum Mill Inlet. 
Erste Luftaufnahmen der Formation wurden 1947 bei der Ronne Antarctic Research Expedition (1947–1948) angefertigt. Die kartografische Erfassung erfolgte im selben Jahr durch den Falkland Islands Dependencies Survey (FIDS), der das Kap nach Franz Ritter von Le Monnier (1854–1925) benannte, einem österreichischen Bibliographen über polarwissenschaftliche Literatur.